# Jaszuda Micsihiro
Jaszuda Micsihiro (Oszaka, 1987. december 20. –) japán válogatott labdarúgó.
A japán U23-as válogatott tagjaként részt vett a 2008. évi nyári olimpiai játékokon. 2008 és 2011 között hét alkalommal szerepelt a japán válogatottban és egy gólt szerzett.

## Statisztika
| Japán válogatott | Japán válogatott | Japán válogatott |
| Időszak          | Mérk.            | gól              |
| ---------------- | ---------------- | ---------------- |
| 2008             | 5                | 0                |
| 2009             | 1                | 1                |
| 2010             | 0                | 0                |
| 2011             | 1                | 0                |
| Összesen         | 7                | 1                |